# Frank Haller
Frank Bee Haller (ur. 6 stycznia 1883 w San Francisco, zm. 30 kwietnia 1939 w Saint Louis) – amerykański bokser.
W 1904 roku na letnich igrzyskach olimpijskich w St. Louis zdobył srebrny medal w kategorii piórkowej, przegrywając w finale z Oliverem Kirkiem.